# Gözübüyük, Laçin
Gözübüyük là một xã thuộc huyện Laçin, tỉnh Çorum, Thổ Nhĩ Kỳ. Dân số thời điểm năm 2010 là 238 người.